# Escut de Castellví de la Marca
L'escut oficial de Castellví de la Marca té el següent blasonament:
Escut caironat: de sinople, un castell obert d'or amb 4 pals de gules. Per timbre una corona mural de poble.

## Història
Va ser aprovat el 8 de març de 1999 i publicat al DOGC el 6 d'abril del mateix any amb el número 2861.
El castell és un senyal parlant referent al nom del municipi, i inclou les armes reials de Catalunya (els quatre pals). El castell de Castellví fou el centre de la marca del Penedès (les marques eren les terres frontereres entre els Comtats catalans i les terres dominades pels musulmans).